# Yamashiro (thiết giáp hạm Nhật)
Yamashiro (tiếng Nhật: 山城, Sơn Thành) là chiếc thiết giáp hạm thứ hai thuộc lớp Fusō của Hải quân Đế quốc Nhật Bản, và đã bị đánh chìm năm 1944 trong Thế Chiến II.

## Thiết kế và chế tạo
Là chiếc thiết giáp hạm thứ hai thuộc lớp Fusō, Yamashiro được đặt lườn tại Xưởng hải quân Yokosuka vào ngày 20 tháng 11 năm 1913, được hạ thủy vào ngày 3 tháng 11 năm 1915, và được đưa vào hoạt động ngày 31 tháng 3 năm 1917. Nó là chiếc tàu chiến Nhật đầu tiên được trang bị một máy phóng để phóng máy bay. Con tàu được đặt tên theo tỉnh nơi có thành phố Kyoto.
Chiếc Yamashiro được cải tạo lại từ tháng 12 năm 1930 đến tháng 3 năm 1935. 24 lò đốt Mijabara dùng than ban đầu với tổng công suất 24.000 mã lực được thay thế bằng sáu lò đốt dầu Kanpon tổng công suất 75.000 mã lực. Nó được trang bị thêm đai giáp chống ngư lôi, làm gia tăng chiều ngang mạn tàu từ 28,7 m (94 ft) lên 30,6 m (100 ft 5 in). Đuôi tàu được kéo dài thêm 7,3 m (24 ft) để cải thiện tỉ lệ tương xứng và phục hồi tốc độ bị mất. Vỏ giáp sàn tàu được làm dày thêm đến tổng cộng 180 mm (7 inch) trên cả ba sàn tàu. Góc nâng của các khẩu pháo chính được gia tăng từ 30 độ lên 43 độ. Ống khói phía trước được tháo bỏ, nhưng được phục hồi lại và cải tiến sau đó. Chiếc Yamashiro có điểm hơi khác biệt so với chiếc tàu chị em Fusō trong cách sắp xếp các tháp pháo; bằng cách thay đổi "góc chết" của tháp pháo "C" từ phía trước ra phía sau, dành chỗ trên sàn tàu cho cấu trúc thượng tầng lớn hơn. Nó còn được bổ sung tám khẩu pháo phòng không hạng nặng 127 mm/40 (5-inch), bố trí thành cặp mỗi bên cầu tàu phía trước và phía trên sau tháp chỉ huy.

## Lịch sử hoạt động

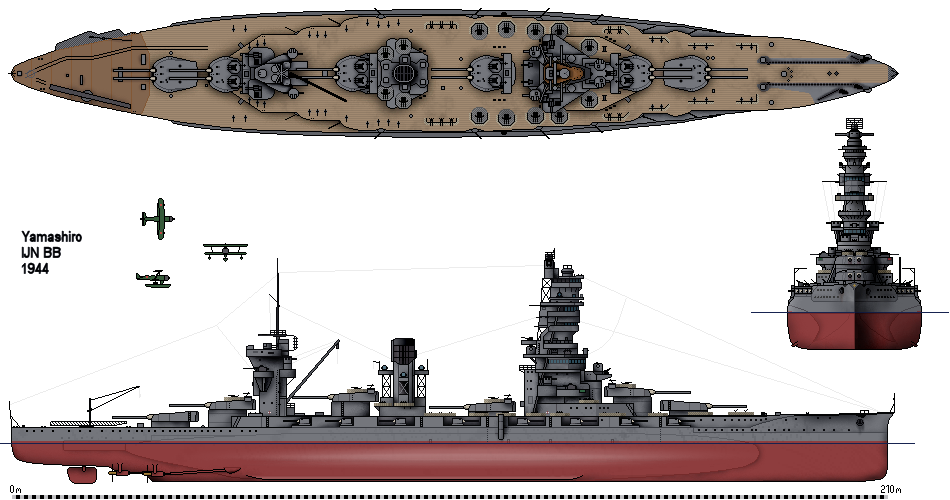
Bản vẽ chiếc Yamashiro như nó hiện hữu vào năm 1944.

Trong trận chiến eo biển Surigao ngày 25 tháng 10 năm 1944, sau khi các tàu chiến khác bị hư hại, Yamashiro quyết định xung trận và tiến thẳng vào đội hình các thiết giáp hạm Mỹ, lúc này đã xoay ngang chặn theo kiểu "hình chữ T" cổ điển rồi dội xuống Yamashiro nhiều quả đạn pháo 14" và 16", hủy hoại nó trong vòng ít hơn 30 phút. Yamashiro' cuối cùng bị đánh chìm bởi ngư lôi phóng từ một tàu khu trục Mỹ khi nó tìm cách rút lui khỏi chiến trường, với rất ít người còn sống sót. Các cuộc điều tra sau đó kết luận rằng đó là chiến công của tàu khu trục USS Melvin.

## Danh sách thuyền trưởng
- Suketomo Nakajima: 31 tháng 3 năm 1917 - 1 tháng 12 năm 1917
- Yujiro Kato: 1 tháng 12 năm 1917 - 20 tháng 11 năm 1919
- Morishige Ouchida: 20 tháng 11 năm 1919 - 20 tháng 11 năm 1920
- Takeshi Koyama: 20 tháng 11 năm 1920 - 1 tháng 7 năm 1922
- Yoshio Takahashi: 1 tháng 7 năm 1922 - 10 tháng 11 năm 1922
- Yasuzo Torisaki: 10 tháng 11 năm 1922 - 1 tháng 12 năm 1923
- Ritsuto Takahashi: 1 tháng 12 năm 1923 - 1 tháng 12 năm 1924
- Naotaro Ominato: 1 tháng 12 năm 1924 - 1 tháng 12 năm 1925
- Kiyohiro Ijichi: 1 tháng 12 năm 1925 - 1 tháng 12 năm 1926
- Rokuya Mashiko: 1 tháng 12 năm 1926 - 1 tháng 3 năm 1927
- Ken Terajima: 1 tháng 3 năm 1927 - 1 tháng 12 năm 1927
- Iwajiro Torin: 1 tháng 12 năm 1927 - 10 tháng 12 năm 1928
- Teijiro Toyoda: 10 tháng 12 năm 1928 - 5 tháng 10 năm 1929
- Kanekoto Iwamura: 5 tháng 10 năm 1929 - 30 tháng 11 năm 1929
- Wasuke Komaki: 30 tháng 11 năm 1929 - 1 tháng 12 năm 1930
- Takeji Teramoto: 1 tháng 12 năm 1930 - 1 tháng 12 năm 1931
- Katsuji Masaki: 1 tháng 12 năm 1931 - 1 tháng 12 năm 1932
- Soichi Kasuya: 1 tháng 12 năm 1932 - 15 tháng 11 năm 1933
- Kentaro Kojima: 15 tháng 11 năm 1933 - 15 tháng 11 năm 1934
- Chūichi Nagumo: 15 tháng 11 năm 1934 - 15 tháng 11 năm 1935
- Masakichi Okuma: 15 tháng 11 năm 1935 - 1 tháng 12 năm 1936
- Masami Kobayashi: 1 tháng 12 năm 1936 - 20 tháng 10 năm 1937
- Kasuke Abe: 20 tháng 10 năm 1937 - 15 tháng 11 năm 1938
- Kakuji Kakuta: 15 tháng 11 năm 1938 - 15 tháng 9 năm 1939
- Aritomo Gotō: 15 tháng 9 năm 1939 - 15 tháng 11 năm 1939
- Teizo Hara: 15 tháng 11 năm 1939 - 15 tháng 10 năm 1940
- Masaki Ogata: 15 tháng 10 năm 1940 - 24 tháng 5 năm 1941
- Chozaemon Obata: 24 tháng 5 năm 1941 - 1 tháng 9 năm 1942
- Noboru Owada: 1 tháng 9 năm 1942 - 1 tháng 3 năm 1943
- Mikio Hayakawa: 1 tháng 3 năm 1943 - 2 tháng 8 năm 1943
- Soijiro Hisamune: 2 tháng 8 năm 1943 - 25 tháng 12 năm 1943
- Yoshioki Tawara: 25 tháng 12 năm 1943 - 5 tháng 5 năm 1944 (được thăng lên Chuẩn Đô đốc ngày 1 tháng 5 năm 1944; chết vì nguyên nhân tự nhiên ngày 5 tháng 5 năm 1944.)
- Chuẩn Đô đốc Katsukiyo Shinoda: 6 tháng 5 năm 1944 – 25 tháng 10 năm 1944 (tử trận, được truy thăng lên Phó Đô đốc)